# Matteo Tagliariol
Matteo Tagliariol, né le 7 janvier 1983 à Trévise est un escrimeur italien, pratiquant l'épée.

## Palmarès

### Sénior
- Jeux olympiques d'été
  -  Médaille d'or en individuel aux Jeux olympiques d'été de 2008 à Pékin
  -  Médaille de bronze par équipes Jeux olympiques d'été de 2008 à Pékin

- Championnats du monde
  -  Médaille d'argent par équipes aux championnats du monde 2007 à Saint-Pétersbourg

- Jeux méditerranéens
  -  Médaille de bronze en individuel aux Jeux méditerranéens de 2022 à Oran

### Compétitions de jeunes
- Championnats du monde
  -  Champion du monde par équipes des championnats du monde de jeunes en 2001 à Gdańsk

- Championnats d'Europe
  -  Médaille de bronze des Championnats d'Europe de jeunes par équipes en  2002 à Conegliano

## Distinction
- Commandeur de l'Ordre du Mérite de la République italienne (5 septembre 2008)[réf. nécessaire]